# Гызылоба (Агдеринский район)
Гызылоба, также Кызылоба (азерб. Qızıloba), ранее — Кармираван (азерб. Qarmiravan, арм. Կարմիրավան), — село в Агдеринском районе Азербайджана, является центром Гызылобинского сельского административно-территориального округа.

## География
Село Гызылоба является центром Гызылобинского сельского административно-территориального округа Агдеринского района, при этом в состав этого сельского административно-территориального округа входят также и сёла Сейсулан и Ярымджа.

## История
В советское время на 1 января 1977 года село называлось Кармираван и входило в состав Мардакертского (ныне город Агдере) посёлкового Совета Мардакертского района Нагорно-Карабахской автономной области (НКАО) Азербайджанской ССР.
2 сентября 1991 года на совместной сессии Нагорно-Карабахского областного и Шаумяновского районного Советов народных депутатов была принята Декларация о провозглашении Нагорно-Карабахской Республики в границах НКАО и сопредельного Шаумяновского района Азербайджанской ССР. 26 ноября 1991 года Верховный Совет Азербайджана принял закон «Об упразднении Нагорно-Карабахской автономной области Азербайджанской Республики». Помимо упразднения НКАО в законе было постановлено в том числе также и переименование Мардакертского района в Агдеринский. Решением Милли Меджлиса от 13 октября 1992 года Агдеринский район был ликвидирован, а село было передано в состав соседнего Тертерского района.
В июне 1992 года, во время Первой Карабахской войны, в ходе летнего наступления, азербайджанские войска сумели закрепиться в селе. По итогам войны село осталось под контролем Азербайджана и располагалось в километре от линии соприкосновения вооружённых формирований непризнанной Нагорно-Карабахской Республики и Азербайджанских войск.
Есть информация, что покинувшие село жители в 2001 году частично расселились в находившемся с 1993 года под контролем непризнанной Нагорно-Карабахской Республики покинутом азербайджанцами селе Паправенд Агдамского района, ставшим называться властями непризнанной республики «Нор-Кармираван» (букв. «Новый Кармираван»), однако в 2020 году после возвращения Агдамского района Азербайджану по итогам Второй Карабахской войны армянское население покинуло Паправенд.
В 2023 году Агдеринский район был восстановлен в прежних границах, Гызылобинский сельский административно-территориальный округ вместе с входящим в него селом Гызылоба вошёл в состав этого района. В настоящее время село Гызылоба является центром Гызылобинского сельского административно-территориального округа Агдеринского района Азербайджана.